# Drusus caucasicus
Drusus caucasicus là một loài Trichoptera trong họ Limnephilidae. Chúng phân bố ở miền Cổ bắc.